# Dolichophis gyarosensis
Dolichophis gyarosensis är en ormart som beskrevs av Mertens 1968. Dolichophis gyarosensis ingår i släktet Dolichophis och familjen snokar. Inga underarter finns listade i Catalogue of Life.
Enligt Reptile Database är Dolichophis gyarosensis ett synonym till gulgrön pisksnok (Hierophis viridiflavus).